# Problem naukowy
Problem naukowy jest odzwierciedleniem braków w danej nauce. Może to być brak odpowiedzi naukowych na pytania wynikające z aktualnego stanu wiedzy. Mogą to być także błędy w odpowiedziach – pojęciach, opisach, wyjaśnieniach, teoriach naukowych. Często oba braki występują jednocześnie.
Praca naukowca polega na rozwiązywaniu problemów naukowych. Ustalanie problemu jest więc podstawowym zadaniem w obrębie metody naukowej. Problem naukowy określa cel i granice pracy naukowej.
Ustalanie problemu polega na określeniu i objaśnieniu pewnego stanu niewiedzy na gruncie wiedzy dotychczasowej. Ważne jest określenie, co już wiadomo, a czego nowego naukowiec ustalający problem zamierza się dowiedzieć.
Stawiany problem może być trudny do rozwiązania z różnych względów; jednym jest sama osoba naukowca, jego wiedza i możliwości intelektualne, czas, jaki może poświęcić problemowi, narzędzia wykorzystywane przez niego do rozwiązania problemu. Innym – jest stopień nowości danego problemu, istnienie dla niego badań i ich opublikowanych wyników.
Brak literatury przedmiotu może być jednak czasem ułatwieniem – autor śmiały intelektualnie nie będzie skrępowany dotychczasowym spojrzeniem na problem, będzie starał się znaleźć własną ścieżkę do badań i płynących z nich wniosków. Trudność problemu wynika także z komplikacji przedmiotu badań – gdy celem jest poznawanie współzależności szeregu trudnych do wyodrębnienia i prześledzenia zjawisk, na które składa się wiele zmiennych.

## Pochodzenie problemów naukowych
Powstają one bądź to jako heterogeniczne – przychodzące z zewnątrz lub jako autogeniczne – wypracowane przez samych naukowców. Na ich pograniczu znajdują się problemy wyliczone w publikacjach jednych naukowców i podjętych przez innych; ci ostatni odtąd traktują owe problemy jako swoje. Autogeniczne są problemy wynikające z lektury czy dyskusji naukowych, stanowiące owoc samodzielnych przemyśleń; może to być wskazanie nie dostrzeżonych przez autora publikacji pewnych implikacji badanego zjawiska, hipotezy, twierdzenia, teorii naukowej. Niewielki stąd krok do nowych zagadnień. Wszystkie te problemy zaczynają się od ujawnienia wątpliwości i niedostatku w dotychczasowym stanie nauki. W genezie problemów naukowych pewną rolę odgrywają także okoliczności osobiste, związane z biografią naukowca, jego otoczeniem, historią kraju, w którym żyje.
Nowe problemy rodzą się nie tylko wtedy, gdy dokonane zostały nowe odkrycia, pojawiły się nowe pojęcia i teorie. Rodzą się także wtedy, gdy dzięki rozwojowi techniki stworzone zostały nowe urządzenia, pojawiły się nowe formy życia społecznego. W takich sytuacjach z początku często jest więcej pytań niż odpowiedzi, a badania utrudnia fakt, że owe nowe zjawiska nie stoją w miejscu, a rozwijają się i to w niespodziewanych kierunkach, jako że nie ma wobec nich wypracowanych metod obserwacji i analiz. Za takie zjawisko możemy uznać na przykład Internet.

## Problemy teoretyczne i problemy praktyczne
- Problemy teoretyczne stawiane są wtedy, gdy zachodzi potrzeba pokonania logicznych trudności; do rozwiązania ich prowadzą działania umysłowe, a nie badania doświadczalne. Problemy te nazywa się także problemami podstawowymi, jako że ich rozwiązanie stanowi podstawę teoretyczną do badań zmierzających do praktycznego zastosowania wyników w technice.
- Problemy praktyczne to problemy sformułowane przede wszystkim ze względu na potrzeby lub plany społeczne, mają służyć rozwiązaniu problemów technicznych, gospodarczych, społecznych.

## Ważność i aktualność problemu
Problemy naukowe mogą być określane jako ważne i jako aktualne. Mogą być ważne ze względów subiektywnych: dlatego że są głośne, modne; także dlatego, że o ich istotności orzekają władze.
Obiektywnie problemy są tym bardziej ważne, im bardziej ogólnych pojęć danej nauki dotyczą, a także im są bardziej aktualne – stanowiące przedmiot społecznego zainteresowania i znajdujące się także w centrum zainteresowania wielu specjalistów danej nauki, istotne dla rozwoju danej nauki.

## Od problemu do tematu pracy
Każdy problem naukowy jest swoistym pytaniem. Wymaga on jednak wielu objaśnień, często szczegółowych i dokładnych, określanych jako uzasadnienie problemu. Objaśnienia te stanowią wprowadzenie i przewodnik do danej pracy naukowej. Ustalenie problemu wraz z jego uzasadnieniem stanowią najważniejszą część pierwszego etapu pracy naukowej.
W zakreśleniu problemu pomocne jest poznanie hierarchii problemów naukowych w danej dziedzinie wiedzy: od problemów ramowych, przez zagadnienia do problematyki. Wybrane zagadnienie staje się tematem pracy, podawanym – zwykle w pewnym skrócie – w temacie pracy.
Problem ramowy to pytanie naukowe obejmujące wiele pytań wtórnych i szczegółowych, stanowiących przedmiot badań lub wymagających zbadania.
Podporządkowane problemowi ramowemu jest zagadnienie, węższe pytanie naukowe. Wynika z niego problematyka – całokształt pytań pochodnych, o różnym stopniu ogólności i rozmaitych zależnościach; zalicza się do nie również problemy pograniczne, które można włączyć w obręb innych problemów.
Temat pracy w owej hierarchii to zagadnienie opracowywane w danej pracy. Natomiast tytuł pracy to słowne ujęcie przedmiotu badań wykonanych i opracowanych pisemnie.
Szerokość podejmowanej problematyki – liczba zadawanych w jej ramach pytań – jest zależna od warunków pracy badawczej: dociekliwości uczonego, jego zamierzeń, czasu jaki może poświęcić danym badaniom. Problematyka powstaje w procesie analizy problemu. Obejmuje tylko te tematy, które są konieczne do rozwiązania problemu. Jest układem zagadnień wymagających zbadania.

## Zbyt ogólny a zbyt szczegółowy
Podejmowany w pracy naukowej problem nie powinien być ani zbyt ogólny ani za szczegółowy.
- Problem zbyt ogólny pojawia się wtedy, gdy natrafia się na kres możliwości pracy badawczej ze względu na dotychczasowy stan wiedzy oraz kres możliwości zespołów naukowców i instytucji naukowych; stawianie takiego problemu ma wątpliwy sens, choć może być pewną wskazówka dla działań w przyszłości.
- Problem zbyt szczegółowy to taki, na który odpowiedź znajduje się za pomocą pojedynczych czy nawet kilku obserwacji lub chwil zastanowienia; może być to najwyżej określane jako ćwiczenie naukowe.

Granicę istotnego problemu naukowego zakreśla konieczność użycia wszystkich działań właściwych metodzie naukowej; jeśli nie da się ich użyć w danej chwili – problem jest zbyt ogólny, jeśli nie jest to konieczne – problem jest zbyt szczegółowy.

## Uzasadnienie problemu
Na uzasadnienie problemu naukowego składają się 
- wskazanie, że dane pytanie jest rzeczywiście problemem;
- wskazanie na rozmiar i charakter powiązań z innymi problemami;
- ocena ważności problemu.

Uzasadnienie problemu powinno nastąpić przed rozpoczęciem pracy pisarskiej, poprzedzać właściwe badania naukowe. Wynika z niego uzasadnienie pisemne, stanowiące fragment pisarskiego wykonania pracy.
Uzasadnienie polegać ma na wykazaniu jego związków z dotychczasowym stanem badań i z dotychczasową wiedzą; konieczna jest więc bieżąca znajomość piśmiennictwa danej nauki. Nowe badania muszą nawiązywać do stanu bieżącego wiedzy, wyrównywać jej braki, poprawiać błędy. Gdy temat przyszłych badań ma charakter praktyczny wskazane jest wykazywanie powiązań danej sprawy z potrzebami społecznymi.
Dla ostatecznego uzasadnienia problemu naukowego konieczne jest:
- sprecyzowanie tematu własnego badania jako problemu naukowego, czyli - objaśnienie na czym polega rzecz do zbadania;
- wskazanie najbliższego nadrzędnego i również kolejnego, jeszcze bardziej nadrzędnego problemu, w którym temat się mieści;
- wykazanie jak dalece temat jest nowy i dotychczas niewystarczająco zbadany, z czym wiąże się krytyka literatury przedmiotu;
- uzasadnienie, gdy ma to sens, społecznej wartości własnego przedsięwzięcia naukowo-badawczego.

Ocena poprawności problemu może być dokonana przez rozpatrywanie związku, jaki zachodzi między problemami pochodnymi a problemem głównym danej pracy, a także między problemami ujętymi w hipotezy a przesłankami do nich.
Złe uzasadnienia problemu badań naukowych to między innymi: brak nawiązania do dotychczasowej wiedzy lub nawiązanie do jej niewłaściwych składników; uzasadnienie niejasne; uzasadnienie zbyt obszerne lub – przeciwnie – uzasadnienie zbyt wąskie do wykonanej pracy badawczej.
Skutkami złego uzasadnienia problemu i towarzyszącemu mu błędnemu podjęciu pracy naukowej mogą być: błądzenie na oślep, gromadzenie materiałów dla nich samych, wypracowanie problemu badań dopiero w trakcie analizy zebranych przypadkowo materiałów, bezwładne zestawienie wiadomości z literatury. Rezultat tak podjętych badań naukowych ma co najwyżej znikomą wartość dla nauki.

## Założenia i hipotezy
Każdy problem naukowy jest oparty na pewnych założeniach – na tym, co w danej sprawie jest wiadome, czego się nie uzasadnia i co uzasadnienia nie wymaga. Są to definicje czy też omówienia istotnych dla pracy naukowej specjalistycznych pojęć; istotne jest to zwłaszcza w przypadku pojęć wieloznacznych, zwłaszcza gdy badacz przyjmuje znaczenie inne niż to jest przyjęte w nauce czy w powszednim języku. Objaśnienie pojęć naukowych powinno być obecne w publikowanej pracy naukowej; nie jest za to istotne przedstawienie wiedzy naukowej stanowiącej tło danego problemu.
Pewien rodzaj założeń to hipotezy nazywane też hipotezami roboczymi. Hipotezy to naukowe przypuszczenia o obecności danego zjawiska lub o jego pewnych cechach, stosunku do innych zjawisk. Są to przypuszczenia dotyczące danego przedmiotu badań według pewnej kategorii poznania – jakości, ilości, czasu, przestrzeni. Są sprawdzane różnymi metodami, w pierwszym rzędzie metodami eksperymentalnymi.
Naukowiec interesuje się pewnym problemem, okresem, instytucją, osobą czy źródłem. „Ma na ten temat określone, przyjęte z góry poglądy, czasem wręcz niedojrzałe, albo też, jeśli można tak rzec, nie ma żadnych poglądów” – stwierdza francuski historyk Emanuel Le Roy Ladurie. Hipoteza, wyrażona wprost czy przyjęta milcząco „może okazać się fałszywa, powierzchowna, nieadekwatna lub po prostu wystarczająca. Na następnym etapie badacz modyfikuje, poprawia lub zdecydowanie ją odrzuca.”
By hipotezy były dla nauki wartościowe, muszą być dobrze uzasadnione na gruncie aktualnego stanu danej nauki i muszą być sprawdzalne przy pomocy metod właściwych danej nauce; najlepiej by je twórca wskazał na konkretną metodę sprawdzenia. Hipotezy niemające wystarczającego uzasadnienia okazują się z reguły bezpłodne. Jednak nawet błędne hipotezy mają swoją wartość: skłaniają do krytyki, z której narodzić się mogą lepsze drogi rozwiązania problemów.